# Výstaviště Porte de Versailles

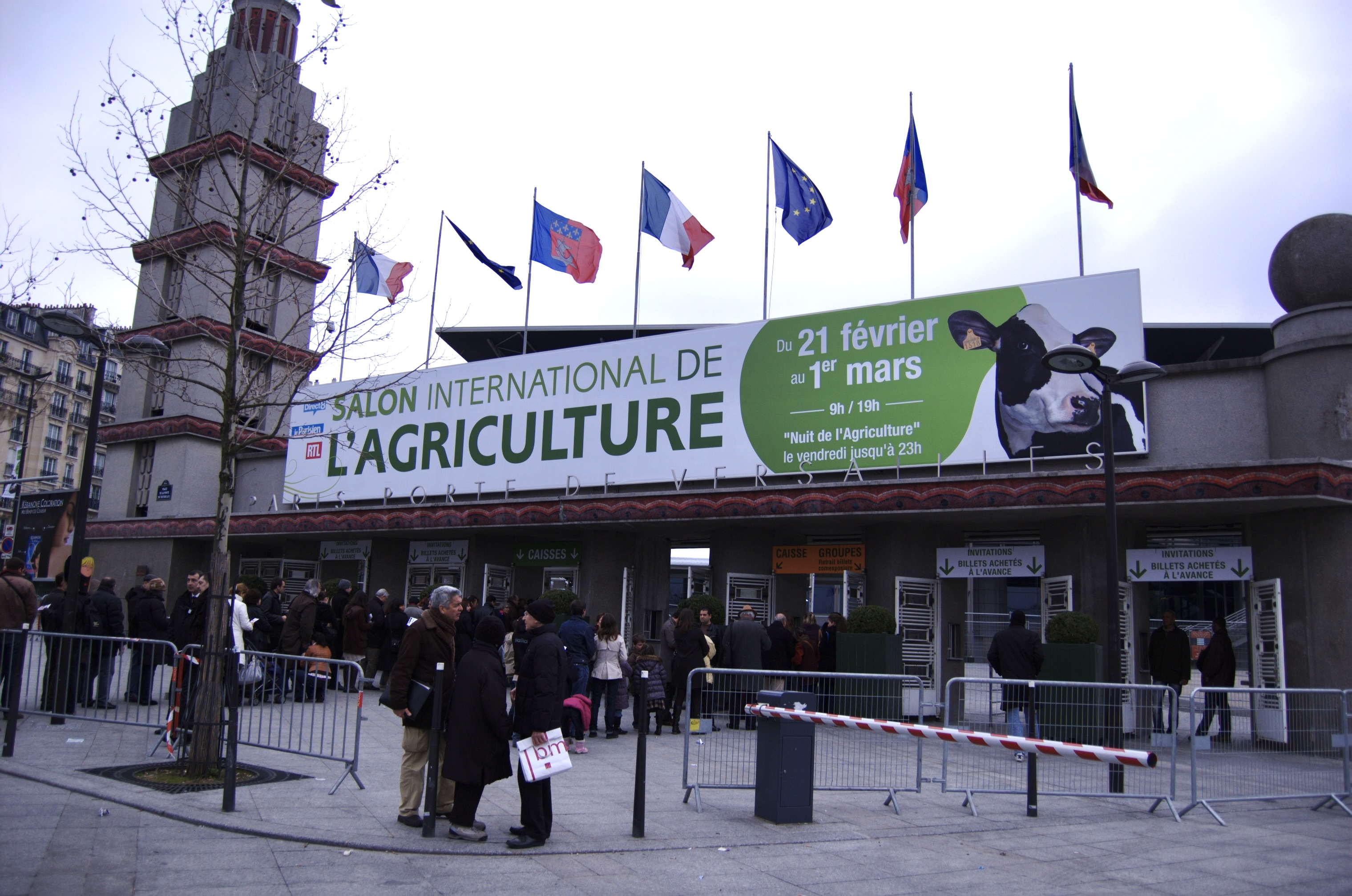
Vstup na výstaviště během zemědělského veletrhu

Výstaviště Porte de Versailles (francouzsky Parc des expositions de la porte de Versailles) je největší veletržní centrum ve Francii. Nachází se na jižním okraji Paříže v 15. obvodu. Rozkládá se na obou stranách silničního okruhu mezi Porte d'Issy na západě a Porte de la Plaine na východě. Hlavní vchod je umístěn na Porte de Versailles na maršálských bulvárech. Jeho výstavní plocha přes 220 000 m2 je rozdělena do osmi výstavních hal, což z něj činí největší francouzské a čtvrté evropské výstaviště. Výstaviště nabízí rovněž tři přednáškové sály a několik jednacích místností. V roce 2007 činila návštěvnost 6 miliónů osob a konalo se zde přes 200 kongresů, výstav a dalších akcí. Pozemky patří městu Paříži, výstaviště provozuje společnost Viparis, která spravuje i několik dalších výstavišť v pařížské aglomeraci a je dceřinou společností firmy Unibail-Rodamco.

## Historie
První výstavní pavilóny pro pravidelné veletrhy (nepočítaje několik světových výstav) vznikly v roce 1923 na Champ-de-Mars. Později byl vyčleněn terén o rozloze 25 ha na hranicích měst Paříže, Issy-les-Moulineaux a Vanves. V roce 1937 byl postaven monumentální vstup, jehož autorem byli architekti Louis-Hippolyte Boileau a Léon Azéma. Během druhé světové války využívala výstaviště okupační německá armáda. V 50. letech vzniklo několik tematických veletrhů nákladních vozidel, kůže nebo zemědělství, které byly od roku 1964 sloučeny do zemědělského veletrhu. Od roku 1962 se zde koná pařížský autosalon, který sem byl přesunut z kapacitních důvodů z Grand Palais (od roku 1976 se koná jednou za dva roky). V roce 1970 byla otevřena nová hala č. 7 s rozlohou 72 000 m2, což zvýšilo výstavní plochu výstaviště o polovinu. V roce 1972 byl založen koňský veletrh a v 80. letech se zde poprvé konal lodní autosalón. Od roku 1992 se sem přesunul knižní veletrh, který se konal do té doby v Grand Palais. V letech 1996-2006 byla polovina zařízení rekonstruována a modernizována.
V září 2008 pařížská rada oznámila plán na vybudování kancelářského mrakodrapu s názvem Triangle o výšce 180 m v prostoru výstaviště. Stavbu bude financovat společnost, která spravuje park.

## Kapacita pavilónů
| Pavilón 1 | Pavilón 2 | Pavilón 3 | Pavilón 4 | Pavilón 5 | Pavilón 6 | Pavilón 7 | Pavilón 8 | Celkem     |
| --------- | --------- | --------- | --------- | --------- | --------- | --------- | --------- | ---------- |
| 51 017 m² | 27 721 m² | 22 421 m² | 19 236 m² | 18 205 m² | 12 338 m² | 72 002 m² | 4 873 m²  | 227 813 m² |

Pavilony 1, 2, 3 a 7 jsou spojeny uzavřenými průchody, ostatní jsou volně stojící.